# Jean-Baptiste Pham Minh Mân
Jean-Baptiste Pham Minh Mân, vietnamski rimskokatoliški duhovnik, škof in kardinal, * 1934, Ca Mau.

## Življenjepis
25. maja 1965 je prejel duhovniško posvečenje.
22. marca 1993 je bil imenovan za škof pomočnika My Thoja in 11. avgusta istega leta je prejel škofovsko posvečenje.
1. marca 1998 je bil imenovan za nadškofa Thành-Phô Ho Či Minha.
21. oktobra 2003 je bil povzdignjen v kardinala in imenovan za kardinal-duhovnika S. Giustino; ustoličen je bil 23. novembra istega leta.